# لويزا دوران
لويزا دوران (بالإسبانية: Luisa Durán)‏ هي عاملة إجتماعية تشيلية، ولدت في 27 فبراير 1941 في سانتياغو في تشيلي.